# 2020 Tour
2020 Tour é a sétima turnê da banda estadunidense Maroon 5, em apoio ao álbum Jordi. A turnê começou em 23 de fevereiro de 2020 na Cidade do México, e está prevista para terminar em 16 de abril de 2022, em Punta Cana.

## Antecedentes
Maroon 5 anunciou a turnê em 11 de novembro de 2019, por meio das redes sociais, com datas no Uruguai, Argentina e Colômbia. Em 19 de novembro anunciou datas para o Chile, Brasil, e México.
Em 4 de dezembro, anunciaram as datas de sua passagem pelos Estados Unidos e Canadá no verão de 2020, serão 41 datas entre maio e setembro.

## Controvérsia em Viña del Mar
Em 27 de fevereiro de 2020, a banda se apresentou no "Festival de Viña del Mar". A apresentação, a qual começou com 29 minutos de atraso, foi descrita como "medíocre" por veículos da imprensa, dentro e fora do Chile. A BBC disse que Adam Levine se apresentou "sem entusiasmo e desafinado", além de o desapontamento dos fãs aumentou quando um vídeo, vazado após a apresentação, mostra o cantor irritado e dizendo que "eles foram enganados", que aquele era um concerto para a televisão e que Viña del Mar era uma "cidade de merda". Isso gerou uma onda de rejeição por parte do público, devido ao desrespeito por parte do líder da banda. Posteriormente, Levine se desculpou pelo incidente no Instagram.  A performance da banda no evento foi marcada por dificuldades técnicas.

## Repertório
O repertório abaixo é constituído do primeiro show da turnê, realizado em 23 de fevereiro de 2020, na Cidade do México, não sendo representativo para todas as apresentações.
1. "It Was Always You"
2. "This Love"
3. "What Lovers Do"
4. "Makes Me Wonder"
5. "Payphone"
6. "Wait"
7. "Won't Go Home Without You"
8. "Maps"
9. "Moves Like Jagger"
10. "Lucky Strike"
11. "Tangled"
12. "Harder to Breathe"
13. "Sunday Morning"
14. "Cold"
15. "Don't Wanna Know"
16. "One More Night"
17. "Animals"
18. "Daylight"
19. "Sugar"

Encore
1. "Memories"
2. "She Will Be Loved"
3. "Girls Like You"

## Datas
| Data                    | Cidade           | País                 | Local                                  | Ato(s) de abertura(s)   | Público          | Receita    |
| ----------------------- | ---------------- | -------------------- | -------------------------------------- | ----------------------- | ---------------- | ---------- |
| 23 de fevereiro de 2020 | Cidade do México | México               | Foro Sol                               | Okills DJ Noah Passovoy | 72.383 / 100.000 | $4.166.464 |
| 24 de fevereiro de 2020 | Cidade do México | México               | Foro Sol                               | Okills DJ Noah Passovoy | 72.383 / 100.000 | $4.166.464 |
| 27 de fevereiro de 2020 | Viña del Mar     | Chile                | Anfiteatro da Quinta Vergara           | —                       | —                | —          |
| 28 de fevereiro de 2020 | Santiago         | Chile                | Estádio Bicentenario de La Florida     | —                       | 21.304 / 26.210  | $1.967.459 |
| 1 de março de 2020      | São Paulo        | Brasil               | Allianz Parque                         | Melim                   | 45.467 / 45.467  | $3.529.068 |
| 3 de março de 2020      | Brasília         | Brasil               | Estádio Nacional Mané Garrincha        | Melim                   | 35.770 / 35.770  | $2.079.946 |
| 5 de março de 2020      | Olinda           | Brasil               | Esplanada do Classic Hall              | Melim                   | 25.735 / 25.735  | $1.504.051 |
| 7 de março de 2020      | Rio de Janeiro   | Brasil               | Área Externa da Jeunesse Arena         | Melim                   | 28.339 / 28.339  | $2.046.346 |
| 10 de março de 2020     | Montevidéu       | Uruguai              | Estádio Centenario                     | Meri Deal               | 16.321 / 16.321  | $1.205.367 |
| 10 de agosto de 2021    | Auburn           | Estados Unidos       | White River Amphitheatre               | Blackbear               | 14.679 / 15.236  | $969.368   |
| 12 de agosto de 2021    | West Valley City | Estados Unidos       | USANA Amphitheatre                     | Blackbear               | 18.657 / 19.834  | $1.037.286 |
| 14 de agosto de 2021    | Albuquerque      | Estados Unidos       | Isleta Amphitheater                    | Blackbear               | 14.548 / 15.031  | $1.218.947 |
| 16 de agosto de 2021    | Dallas           | Estados Unidos       | Dos Equis Pavilion                     | Blackbear               | 15.393 / 16.161  | $899.591   |
| 18 de agosto de 2021    | Maryland Heights | Estados Unidos       | Hollywood Casino Amphitheatre          | Blackbear               | 13.562 / 14.586  | $786.942   |
| 19 de agosto de 2021    | Milwaukee        | Estados Unidos       | American Family Insurance Amphitheater | Blackbear               | 13.330 / 23.712  | $860.953   |
| 21 de agosto de 2021    | Noblesville      | Estados Unidos       | Ruoff Music Center                     | Blackbear               | 21.514 / 24.380  | $1.093.925 |
| 23 de agosto de 2021    | Clarkston        | Estados Unidos       | DTE Energy Music Theatre               | Blackbear               | 13.181 / 14.850  | $1.083.155 |
| 25 de agosto de 2021    | Burgettstown     | Estados Unidos       | S&T Bank Music Park                    | Blackbear               | 12.343 / 22.961  | $536.687   |
| 26 de agosto de 2021    | Cuyahoga Falls   | Estados Unidos       | Blossom Music Center                   | Blackbear               | 15.216 / 20.697  | $762.120   |
| 28 de agosto de 2021    | Cincinnati       | Estados Unidos       | Riverbend Music Center                 | Blackbear               | 16.040 / 20.357  | $998.230   |
| 30 de agosto de 2021    | Chicago          | Estados Unidos       | Wrigley Field                          | Blackbear Ava Max       | 27.577 / 39.587  | $2.560.497 |
| 1 de setembro de 2021   | Darien Center    | Estados Unidos       | Darien Lake Performing Arts Center     | Blackbear               | 11.937 / 21.862  | $628.091   |
| 2 de setembro de 2021   | Toronto          | Canadá               | Budweiser Stage                        | Blackbear               | 11.979 / 15.869  | $955.341   |
| 4 de setembro de 2021   | Camden           | Estados Unidos       | BB&T Pavilion                          | Blackbear               | 14.264 / 24.821  | $824.757   |
| 5 de setembro de 2021   | Hershey          | Estados Unidos       | Hersheypark Stadium                    | Blackbear Ava Max       | 14.988 / 30.420  | $1.226.052 |
| 7 de setembro de 2021   | Bristol          | Estados Unidos       | Jiffy Lube Live                        | Blackbear               | 14.235 / 22.583  | $879.754   |
| 8 de setembro de 2021   | Charlotte        | Estados Unidos       | PNC Music Pavilion                     | Blackbear               | 11.613 / 18.815  | $685.755   |
| 10 de setembro de 2021  | Holmdel          | Estados Unidos       | PNC Bank Arts Center                   | Blackbear               | 14.143 / 17.178  | $854.732   |
| 12 de setembro de 2021  | Boston           | Estados Unidos       | Fenway Park                            | Blackbear Ava Max       | 27.954 / 33.619  | $2.790.775 |
| 15 de setembro de 2021  | Raleigh          | Estados Unidos       | Coastal Credit Union Music Park        | Blackbear               | 14.482 / 19.976  | $851.336   |
| 18 de setembro de 2021  | Atlanta          | Estados Unidos       | Piedmont Park                          | —                       | —                | —          |
| 23 de setembro de 2021  | West Palm Beach  | Estados Unidos       | iTHINK Financial Amphitheatre          | Blackbear               | 15.012 / 18.000  | $877.521   |
| 24 de setembro de 2021  | Tampa            | Estados Unidos       | MidFlorida Credit Union Amphitheatre   | Blackbear               | 16.769 / 17.645  | $1.106.600 |
| 27 de setembro de 2021  | Austin           | Estados Unidos       | Germain Insurance Amphitheater         | Blackbear               | 9.630 / 12.487   | $807.636   |
| 28 de setembro de 2021  | The Woodlands    | Estados Unidos       | Cynthia Woods Mitchell Pavilion        | Blackbear               | 13.849 / 15.859  | $1.146.182 |
| 1 de outubro de 2021    | Phoenix          | Estados Unidos       | Ak-Chin Pavilion                       | Blackbear               | 16.852 / 18.965  | $1.089.452 |
| 2 de outubro de 2021    | Los Angeles      | Estados Unidos       | Banc of California Stadium             | Blackbear Ava Max       | 17.468 / 23.610  | $2.093.707 |
| 5 de outubro de 2021    | Chula Vista      | Estados Unidos       | North Island Credit Union Amphitheatre | Blackbear               | 14.557 / 19.520  | $968.139   |
| 7 de outubro de 2021    | Mountain View    | Estados Unidos       | Shoreline Amphitheatre                 | Blackbear               | 20.580 / 22.000  | $1.073.337 |
| 8 de outubro de 2021    | Concord          | Estados Unidos       | Concord Pavilion                       | Blackbear               | 11.255 / 12.500  | $894.195   |
| 23 de outubro de 2021   | Los Angeles      | Estados Unidos       | Hollywood Bowl                         | —                       | —                | —          |
| 30 de dezembro de 2021  | Las Vegas        | Estados Unidos       | The Chelsea at The Cosmopolitan        | —                       | —                | —          |
| 31 de dezembro de 2021  | Las Vegas        | Estados Unidos       | The Chelsea at The Cosmopolitan        | —                       | —                | —          |
| 26 de março de 2022     | Santo Domingo    | República Dominicana | Estadio Quisqueya                      | —                       | —                | —          |
| 28 de março de 2022     | San Juan         | Porto Rico           | Coliseo José Miguel Agrelot            | —                       | —                | —          |
| 30 de março de 2022     | Cidade do México | México               | Foro Sol                               | —                       | —                | —          |
| 1 de abril de 2022      | Monterrey        | México               | Parque Fundidora                       | —                       | —                | —          |
| 5 de abril de 2022      | São Paulo        | Brasil               | Allianz Parque                         | —                       | —                | —          |
| 6 de abril de 2022      | Porto Alegre     | Brasil               | Área Externa da FIERGS                 | —                       | —                | —          |
| 8 de abril de 2022      | Buenos Aires     | Argentina            | Campo Argentino de Polo                | —                       | —                | —          |
| 10 de abril de 2022     | Assunção         | Paraguai             | Jockey Club                            | —                       | —                | —          |
| 13 de abril de 2022     | Alajuela         | Costa Rica           | Anfiteatro Coca-Cola                   | —                       | —                | —          |
| 16 de abril de 2022     | Punta Cana       | República Dominicana | Hard Rock Hotel & Casino               | —                       | —                | —          |

### Shows cancelados
| Data                   | Cidade            | País           | Local                           | Razão                | Ref.   |
| ---------------------- | ----------------- | -------------- | ------------------------------- | -------------------- | ------ |
| 25 de junho de 2020    | Nova York         | Estados Unidos | Citi Field                      | Pandemia de COVID-19 | [ 23 ] |
| 9 de setembro de 2020  | Hartford          | Estados Unidos | Xfinity Theatre                 | Pandemia de COVID-19 | [ 23 ] |
| 9 de março de 2021     | Bogotá            | Colômbia       | Parque Salitre Mágico           | Pandemia de COVID-19 | [ 22 ] |
| 21 de julho de 2021    | Denver            | Estados Unidos | Ball Arena                      | Pandemia de COVID-19 |        |
| 28 de julho de 2021    | Portland          | Estados Unidos | Moda Center                     | Pandemia de COVID-19 |        |
| 31 de julho de 2021    | Vancouver         | Canadá         | Rogers Arena                    | Pandemia de COVID-19 |        |
| 3 de agosto de 2021    | Edmonton          | Canadá         | Rogers Place                    | Pandemia de COVID-19 |        |
| 6 de agosto de 2021    | Fargo             | Estados Unidos | Fargodome                       | Pandemia de COVID-19 |        |
| 7 de agosto de 2021    | Saint Paul        | Estados Unidos | Xcel Energy Center              | Pandemia de COVID-19 |        |
| 11 de agosto de 2021   | Lincoln           | Estados Unidos | Pinnacle Bank Arena             | Pandemia de COVID-19 |        |
| 13 de agosto de 2021   | Kansas City       | Estados Unidos | Sprint Center                   | Pandemia de COVID-19 |        |
| 14 de agosto de 2021   | Oklahoma City     | Estados Unidos | Chesapeake Energy Arena         | Pandemia de COVID-19 |        |
| 18 de agosto de 2021   | North Little Rock | Estados Unidos | Simmons Bank Arena              | Pandemia de COVID-19 |        |
| 10 de setembro de 2021 | Nova York         | Estados Unidos | Madison Square Garden           | Conflito de agendas  |        |
| 13 de setembro de 2021 | Saratoga Springs  | Estados Unidos | Saratoga Performing Arts Center | Conflito de agendas  |        |
| 17 de setembro de 2021 | Las Vegas         | Estados Unidos | T-Mobile Arena                  | Conflito de agendas  |        |